# رود اسلاویانکا
رود اسلاویانکا (انگلیسی: Slavyanka) یک رودخانه در استان لنینگراد کشور روسیه است.